# Serényiové
Serényiové (respektive Serényi von Kis-Serény, česky dříve také Šereňové) jsou uherský šlechtický rod, sídlící od 17. století také na Moravě a v Čechách. Až do 20. století se členové rodu angažovali ve vysokých funkcích ve veřejném životě, jejich přítomnost na českém území připomíná několik barokních stavebních památek (zámek Milotice, kostel Paštiky, kaple v Lomnici). Zasloužili se o počátek rozvoje lázní Luhačovice. Z přistěhovalých rodin z Uher byli jediní, kteří se v českých zemích usadili na tři století.

## Dějiny rodu

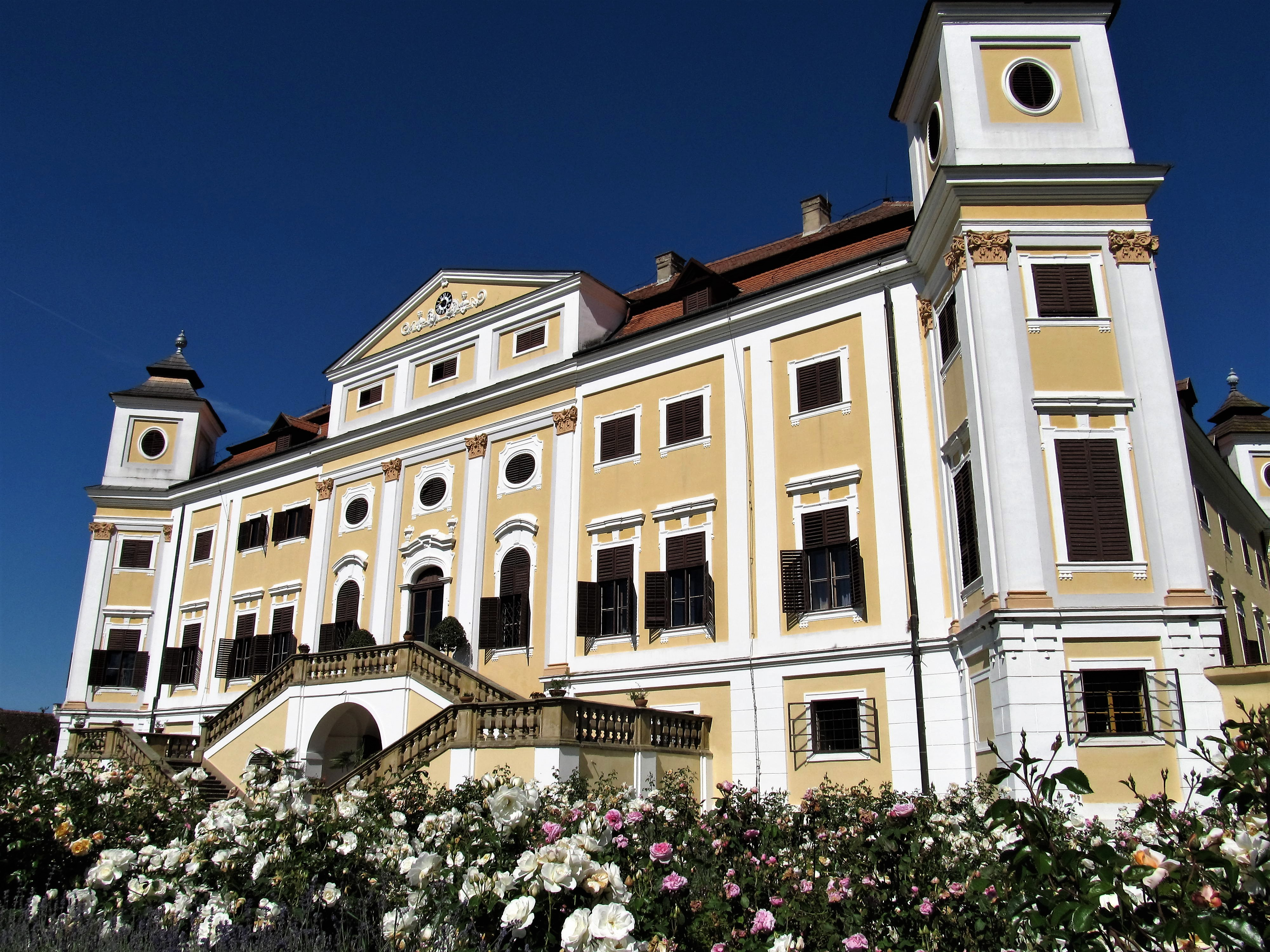
Zámek Milotice, sídlo Serényiů 1648-1805

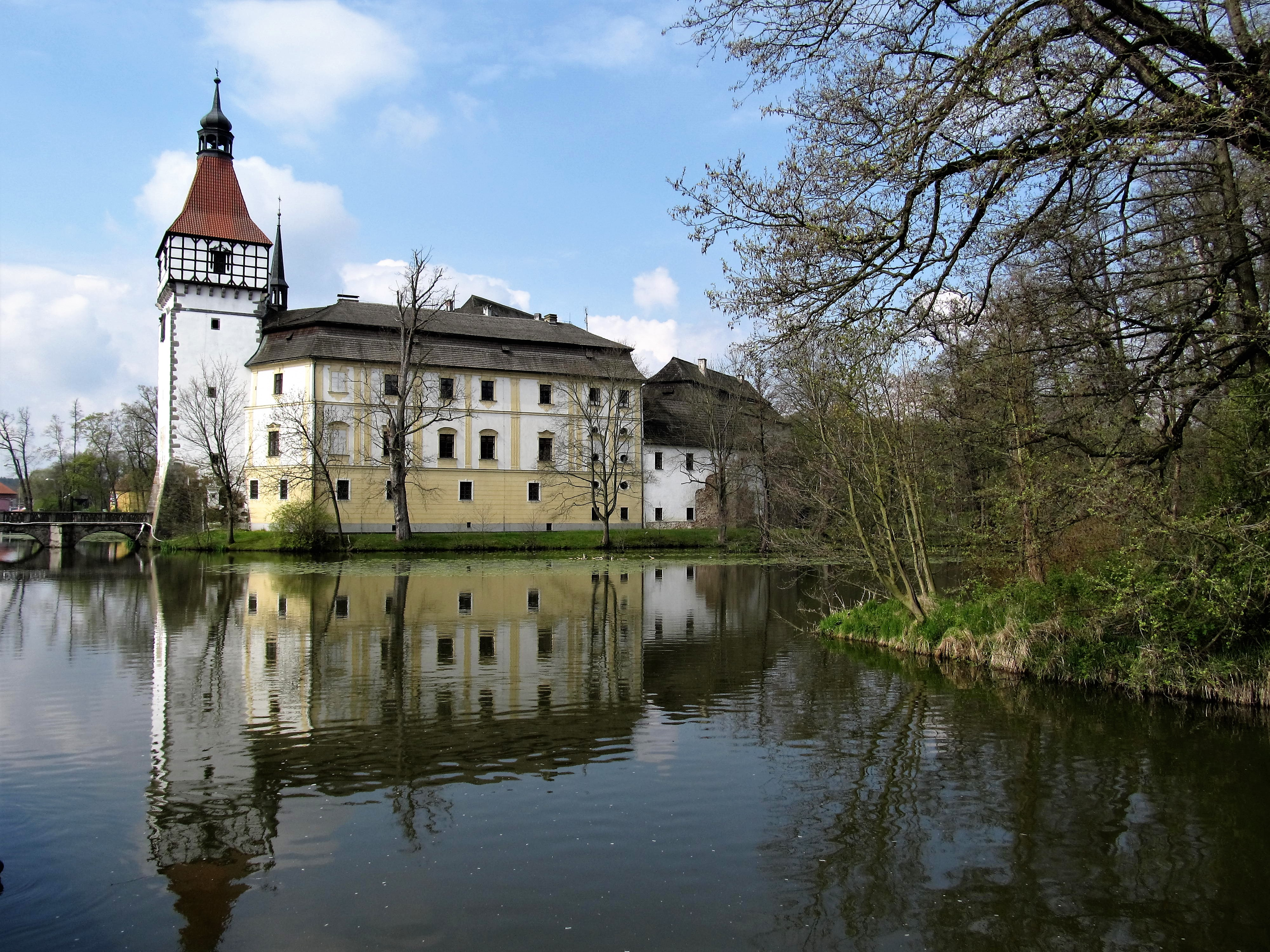
Zámek Blatná, sídlo Serényiů 1695-1798

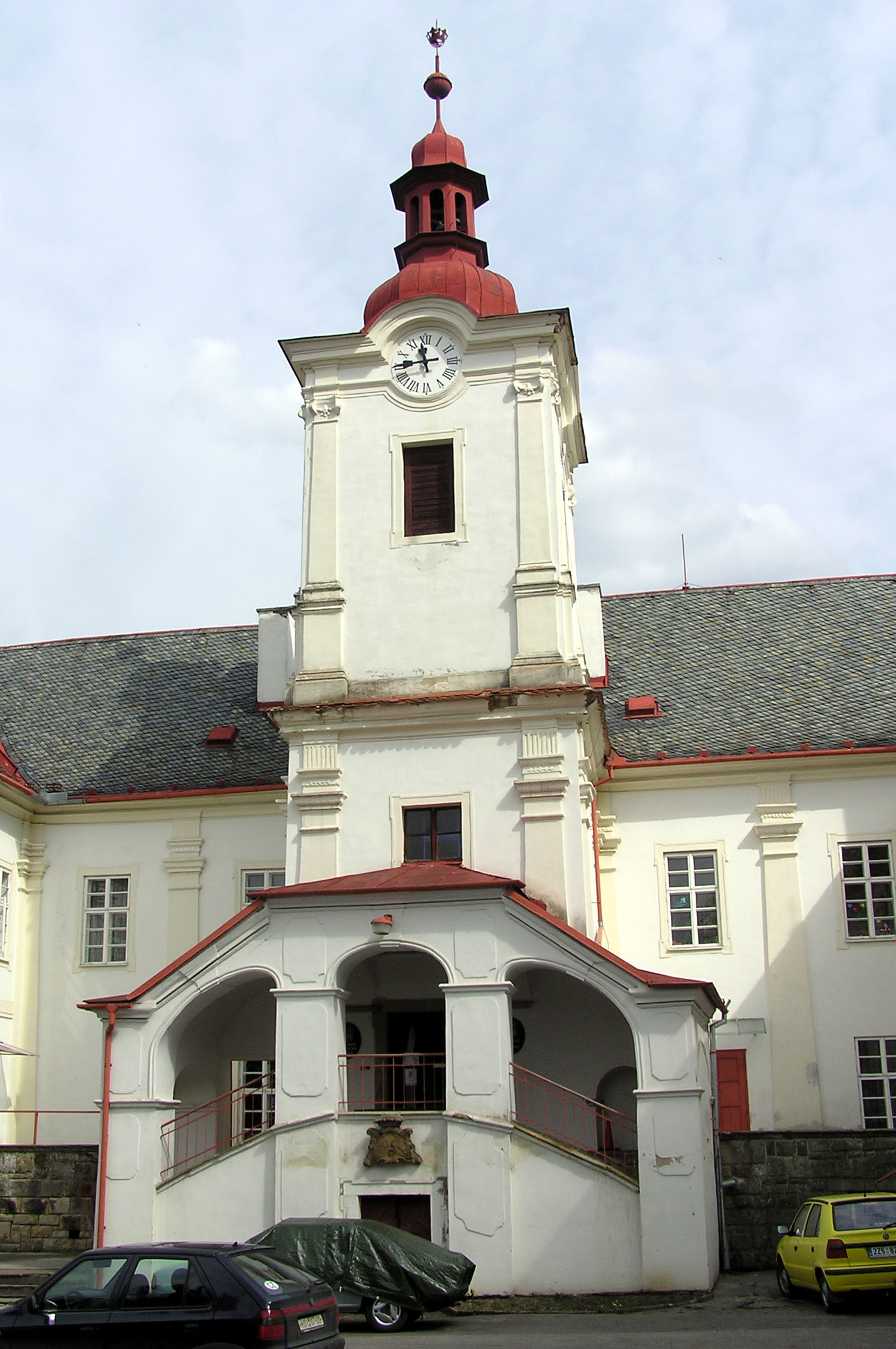
Zámek Luhačovice

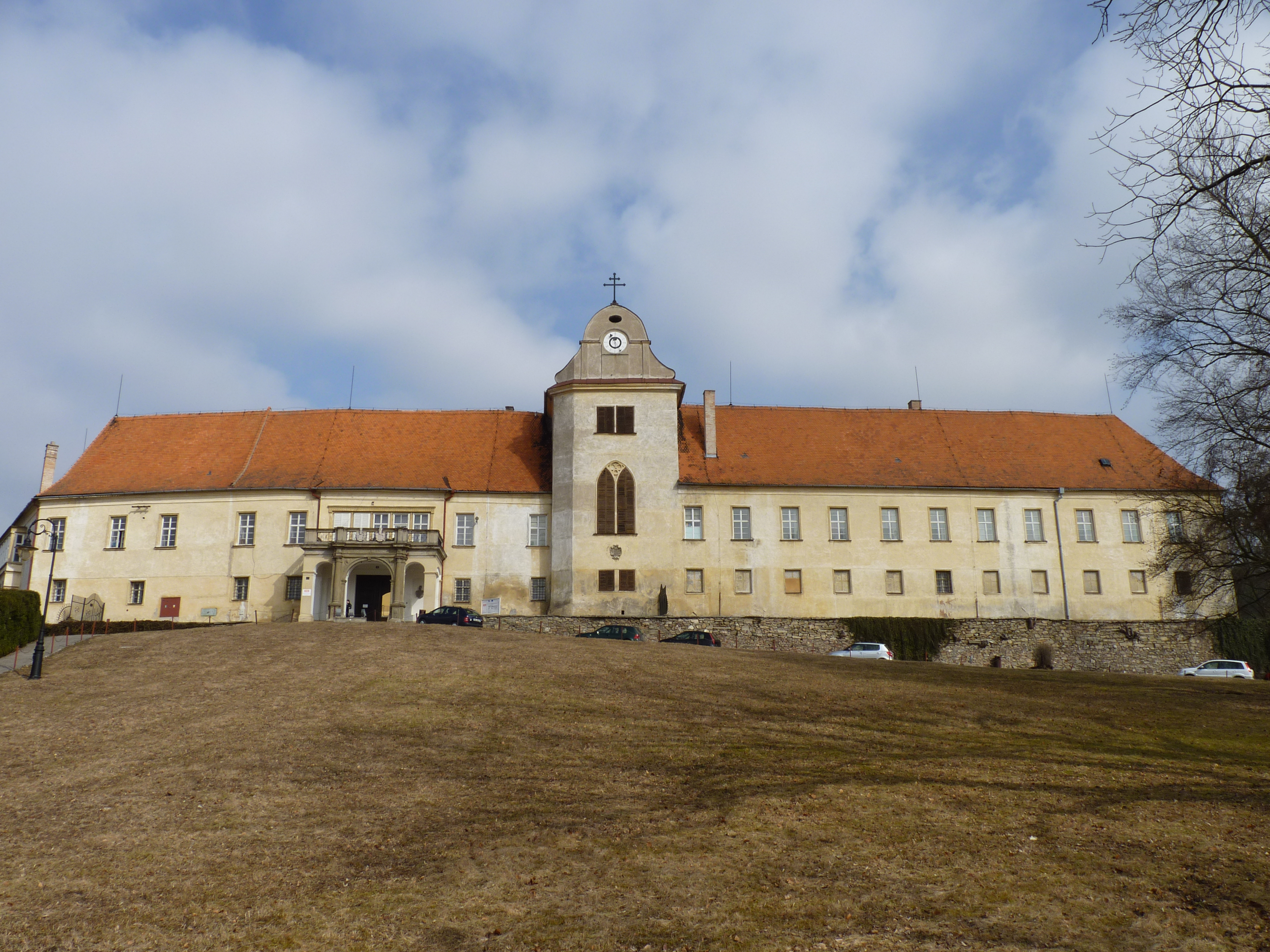
Zámek v Lomnici

Nejstarší dějiny rodu Serényiů nejsou úplně jasné, údajně se rod připomíná již ve 14. století ve vojenské službě uherských králů. Za službu v habsburské armádě byli císařem Ferdinandem I. roku 1518 povýšeni do šlechtického stavu. Obývali mj. panství Putnok při slovenské hranici. Koncem 16. století rod pronikl  na Moravu prostřednictvím Františka Serényiho, který sňatkem s Dorotou Jakušičovou získal panství Vlachovice na Zlínsku. Manželé pak roku 1613 přikoupili panství Nový Světlov. František Serényi se zúčastnil stavovského povstání a po jeho smrti (1621) hrozila konfiskace majetku, které jeho synové předešli zaplacením pokuty ve výši 5 000 zlatých.
Na Moravě se pak výrazně prosadil Františkův mladší syn Gabriel/Gábor († 1664), který po třicetileté válce nákupem několika panství rozšířil rodový majetek, na Moravě zastával postupně několik úřadů a nakonec byl v letech 1655–1664 moravským zemským hejtmanem. Roku 1656 završil svůj vzestup získáním hraběcího titulu. V rodové kariéře pak pokračovali i jeho dva synové, zvláště Jan Karel († 1690), který dosáhl vysokých hodností v armádě a jako velitel armády se proslavil při obraně Vídně i Budína proti Turkům v roce 1690. V další generaci získal vlivné postavení u dvora Karel Antonín (1681–1746), který byl dlouholetým nejvyšším hofmistrem arcivévodkyně Marie Magdaleny (1716–1736) a své ambice promítl i do budování honosné rezidence v Miloticích, které se z jeho rozsáhlého majetku nacházely nejblíž k Vídni. Do Čech Serényiové pronikli roku 1695, kdy hraběnka-vdova Arnoštka Barbora Serényiová (1654–1698), rozená z Löwenstein-Wertheim-Rochefortu, zakoupila Blatnou. Patrně nejvýznamnější ženou v rodové historii byla Anna Marie Alžběta Františka Serényiová, rozená z Valdštejna-Vartenberka (1697–1787), která po předčasné smrti svého manžela Karla Josefa od roku 1742 stala významnou podnikatelkou na Blatensku.  
V polovině 18. století došlo k útlumu aktivit Serényiů v politice a u dvora. Dále vynikali jako podnikatelé či církevní představitelé. Vincenc (1752–1810), vzdělaný a osvícený aristokrat, položil základy slávy luhačovických lázní, jeho jméno nese i nejslavnější pramen Vincentka. Jména členů rodu nesou i další prameny v Luhačovicích (Ottovka, Amandka, Aloiska), rozvoj lázní byl až do konce 19. století plně v režii Serényiů, teprve roku 1902 odkoupila celý lázeňský areál česká akciová společnost. V hierarchii římskokatolické církve asi nejvýše vystoupal kanovník a od roku 1772 probošt olomoucké kapituly František Ludvík/Lajos Serényi (1705–1780), majitel dvora ve Vlkoši. Kanovníkem téže kapituly byl i Amand Serényi.
V 19. století se Serényiové opět zapojili do politického dění a tři členové rodu zasedali v moravském zemském sněmu. Posledním významným členem rodu u nás byl Otto Serényi (1855–1927), v letech 1906–1918 moravský zemský hejtman. Mezitím v jedné linii rodina přesídlila zpět do Uher a Ottův bratranec Béla Serényi (1866–1919) byl v uherské vládě ministrem zemědělství a obchodu. Členové rodu dodnes žijí v Rakousku, Německu a USA.
Ottův syn Alois Serényi (1893–1957) převzal majetek v Luhačovicích a v Lomnici v roce 1927. V září 1939 byl jedním ze signatářů Národnostního prohlášení české a moravské šlechty. V roce 1945 byl rodový majetek zkonfiskován, ale po dlouhém restitučním sporu byla v roce 2017 jeho část navrácena Aloisově dceři Isabelle (1927–2019), provdané Thienen-Adlerflycht.

## Vývoj majetku a stavební aktivity
Základní kámen majetku Serényiů v českých zemích byl položen příchodem Františka Serényiho na panství Vlachovice na Zlínsku (1593), později rozšířené nákupem Nového Světlova (1613). Františkův syn Gabriel pak v okolí přikoupil Luhačovice (1633) a Zlín (1655), další rozsáhlý majetek ale získal i na jiných místech Moravy (Milotice 1648, Kunvald 1655, Lomnice, 1662). V další generaci pak Jan Karel za výhodných podmínek získal panství Lysice (1685). V roce 1688 navíc koupil panství se zámkem Guntersdorf v Dolním Rakousku, tento majetek ale prodal r. 1717 již jeho syn Karel Antonín zpět původním majitelům Ludwigstorffům. Karel Antonín jako vlivný dvořan vybudoval ve dvou etapách hodnotnou barokní rezidenci v Miloticích. Autorství projektu je dodnes předmětem dohadů, zatímco umělci pracující na výzdobě interiérů zámku jsou známí (F. G. Eckstein). Další generace Serényiů i nástupnických rodů neměly dostatek financí na pozdější renovace a díky tomu se milotický zámek dodnes dochoval v prakticky nezměněné podobě a původně zamýšleném konceptu.
Baroko se projevilo i na dalších sídlech Serényiů, proběhly přestavby zámku v Luhačovicích a Lysicích. V jedné linii potomstva Jana Karla patřil Serényiům v letech 1695–1798 i zámek v jihočeské Blatné. Nedaleko odtud  byl pod  přímým vedením Alžběty Serényiové postaven hodnotný barokní kostel s rodinnou hrobkou v Paštikách podle projektu K. I. Dientzenhofera. Městečko, zámek, kostel a zvonice v Blatné pod vládou Serényiů zaznamenaly také značný rozvoj. Propojení rodové rezidence a poddanského města je nejlépe patrné v Lomnici u Tišnova, autorem urbanistické koncepce byl císařský architekt G. P. Tencalla. František Gabriel Serényi do Lomnice přizval osadníky ze Zlína a Židy z Lysic a kromě výstavby domů (včetně radnice) se zasloužil také o vznik monumentálního kostela Navštívení Panny Marie a mariánského sloupu.
Díky značnému rozvětvení rodu docházelo v 17. a 18. století k roztříštění majetku, prodejem a dědickým převodem na jiné rody Serényiové časem přišli o řadu statků, po první pozemkové reformě ztratili i většinu pozemků v Luhačovicích (1923), zámek jim ale zůstal. Z kdysi rozsáhlého pozemkového vlastnictví si až do konfiskace v roce 1945 udrželi jen velkostatek Lomnice, jehož posledním majitelem byl Alois Serényi (1893–1957). V horní části lomnického hřbitova je dodnes dochováno několik hrobů členů rodu z 19. a 20. století. Od roku 1717 patřilo Serényiům panství Putnok v Uhrách (severní Maďarsko poblíž hranic se Slovenskem), teprve v 19. století sem jedna linie rodu přesídlila. Tehdy také vznikl klasicistní zámek v Putnoku, později i zámek v sousední obci Dédestapolcsány.

## Erb

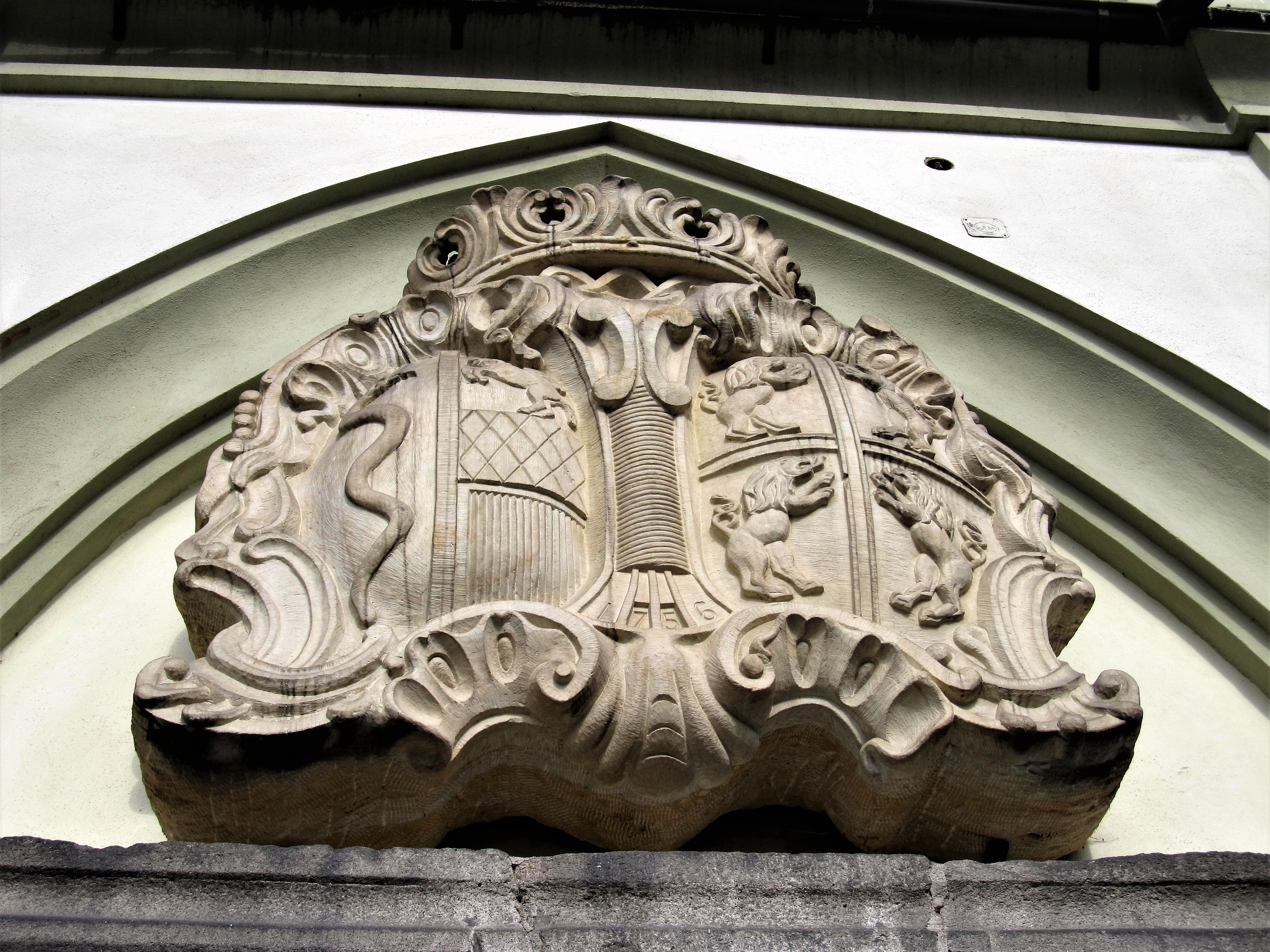
Alianční erb Serényiů a Valdštejnů na zvonici v Blatné (1720

Stříbrno-modře polcený štít má v heraldicky pravém poli zeleného hada s korunkou, hlavou je obrácen ke středu štítu. Levé modro-stříbrné pole dělí routované břevno ve střídavě modré a stříbrné barvě. Nad břevnem je stříbrný korunovaný Pegas ve skoku. Erb Serényiů můžeme vidět na jejich rodových sídlech, například na vstupní bráně zámku v Miloticích, v zámecké kapli v Lysicích nebo v Blatné, ale i na sakrálních památkách, jejichž stavby financovali (kostel v Pozlovicích, kostel v Paštikách, poutní kaple Panny Marie Sněžné v Provodově).

## Přehled sídel rodu Serényiů v českých zemích
- Nový Světlov (1613–1746)

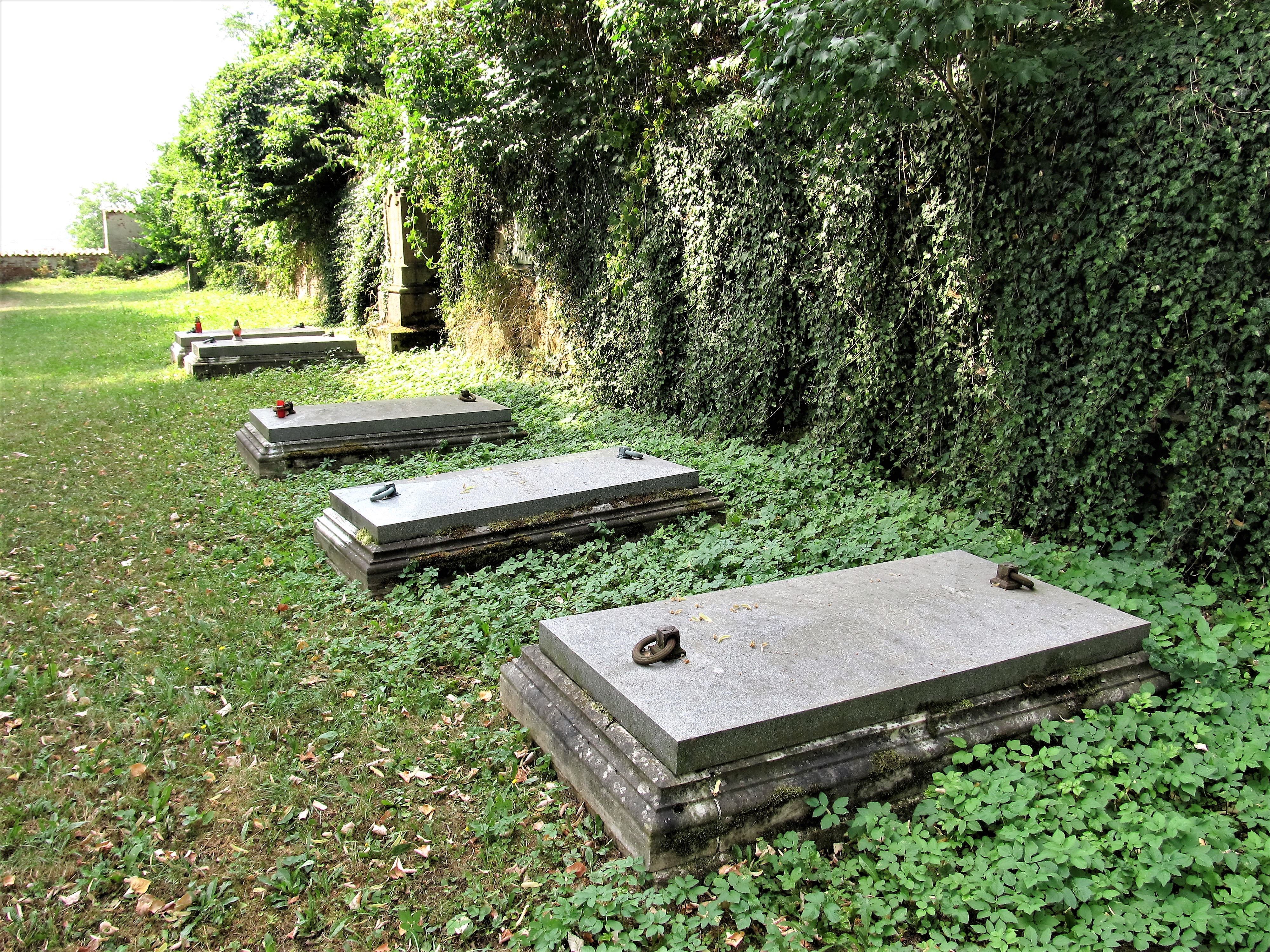
Hrobky Serényiů v Lomnici u Tišnova

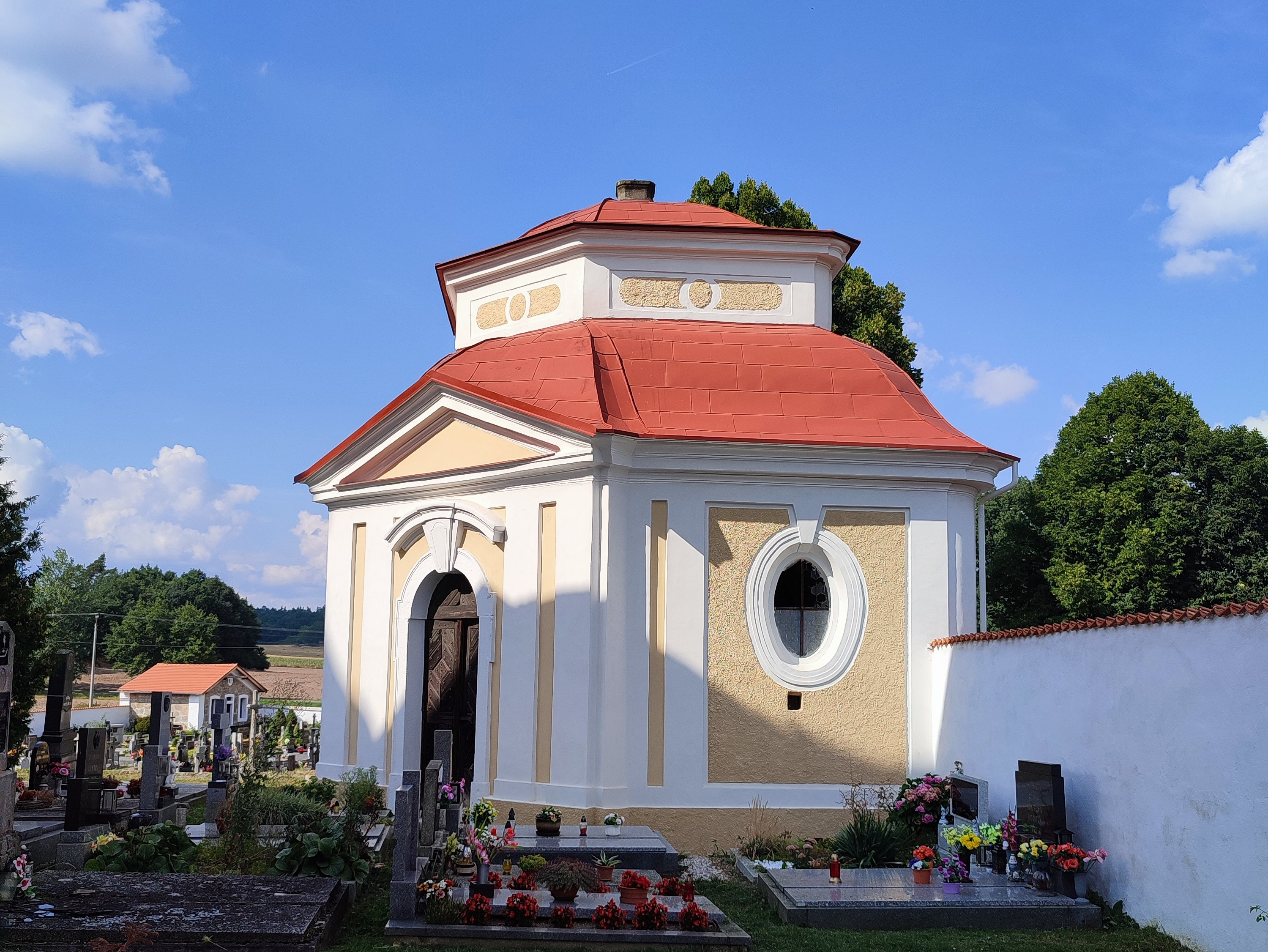
Hrobka Serényiů, Paštiky hřbitov

- Luhačovice (1629–1945), zámek z let 1730–1738
- Milotice (1648–1811/1888)
- Kunín (1655–1708)
- Zlín (1655–1712)
- Lomnice (1662–1945)
- Vačenovice (1667–1738)
- Bojanovice (1667–1738)
- Guntersdorf (Dolní Rakousko) (1667–1738)
- Lysice (1685–1738)
- Svatobořice (1692–1738)
- Blatná (1695–1798)
- Škvořetice (1701– ?)
- Štiřín (1723– ?)
- Drnovice (1728– ?)
- Kostelec u Křížků (1729–?)

̈* Vlkoš (okres Hodonín)

## Pohřebiště
- hroby na horní terase hřbitova v Lomnici, hřbitovní kaple
- hrobka Serényiů v kostele sv. Martina v Pozlovicích
- hrobka na hřbitově u kostela v Paštikách
- hroby v kostele Nanebevzetí P. Marie v Blatné

## Významné osobnosti
- Paul (Pál) Serényi (1613–1667), generál císařského vojska ve třicetileté válce, císařský komoří a předseda válečné rady, od roku 1623 baron
- Gabriel (Gábor) Serényi († 1664), moravský zemský hejtman
- Antonín Amatus Serényi (1670–1738), generál císařské armády, mecenáš, majitel panství Lysice a Lomnice
- Karel Antonín Serényi (1681–1746), dvořan, zakladatel barokního areálu v Miloticích
- Anna Marie Alžběta Františka Serényiová, rozená z Valdštejna (1698–1787), hraběnka, fundátorka kostela a hrobky v Paštikách, barokního vybavení zámku a kostela v Blatné
- Wolfgang Serényi (1685–1743), hrabě, majitel panství Luhačovice, stavebník tamního zámku a kaple, také kaple v Provodově
- Vincent Serényi (1751–1810), hrabě, zasloužil se o rozvoj lázní Luhačovice
- Johann Nepomuk Serényi (1776–1854), montanolog, horní rada a důlní inspektor v Banské Bystrici, sbírku nerostů věnoval Františkovu muzeu v Brně. Jeho synové založili 2 rodové větve
- Alois Serényi (1812–1893), moravský politik
- Gabriel II. Serényi (1817–1868), moravský politik
- Otto Serényi (1855–1927), konzervativní politik, moravský zemský hejtman (1906–1918)
- Béla (Adalbert) Serényi (1866–1919), ministr zemědělství v Uhrách

## Galerie

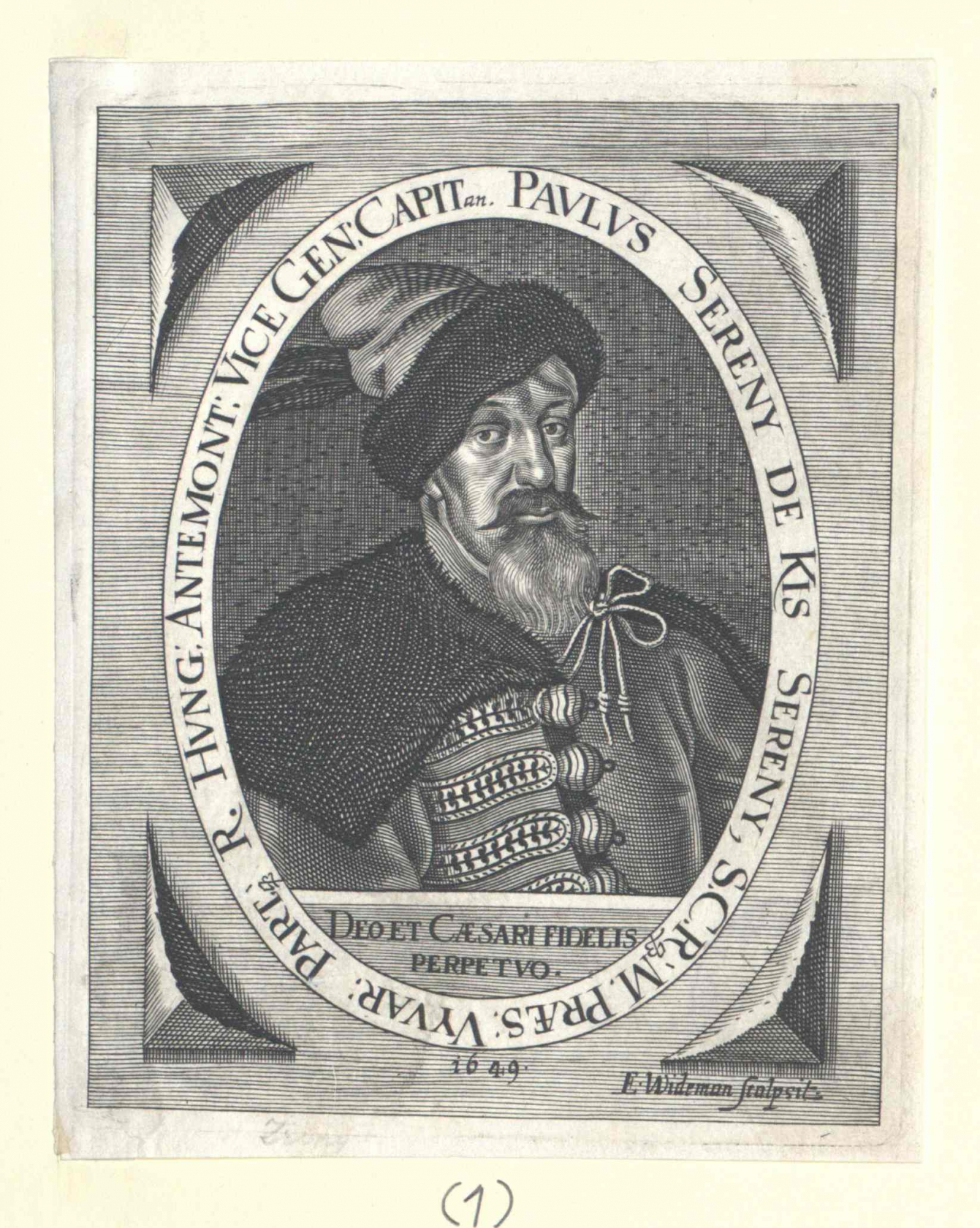
Pál Serényi (1648)
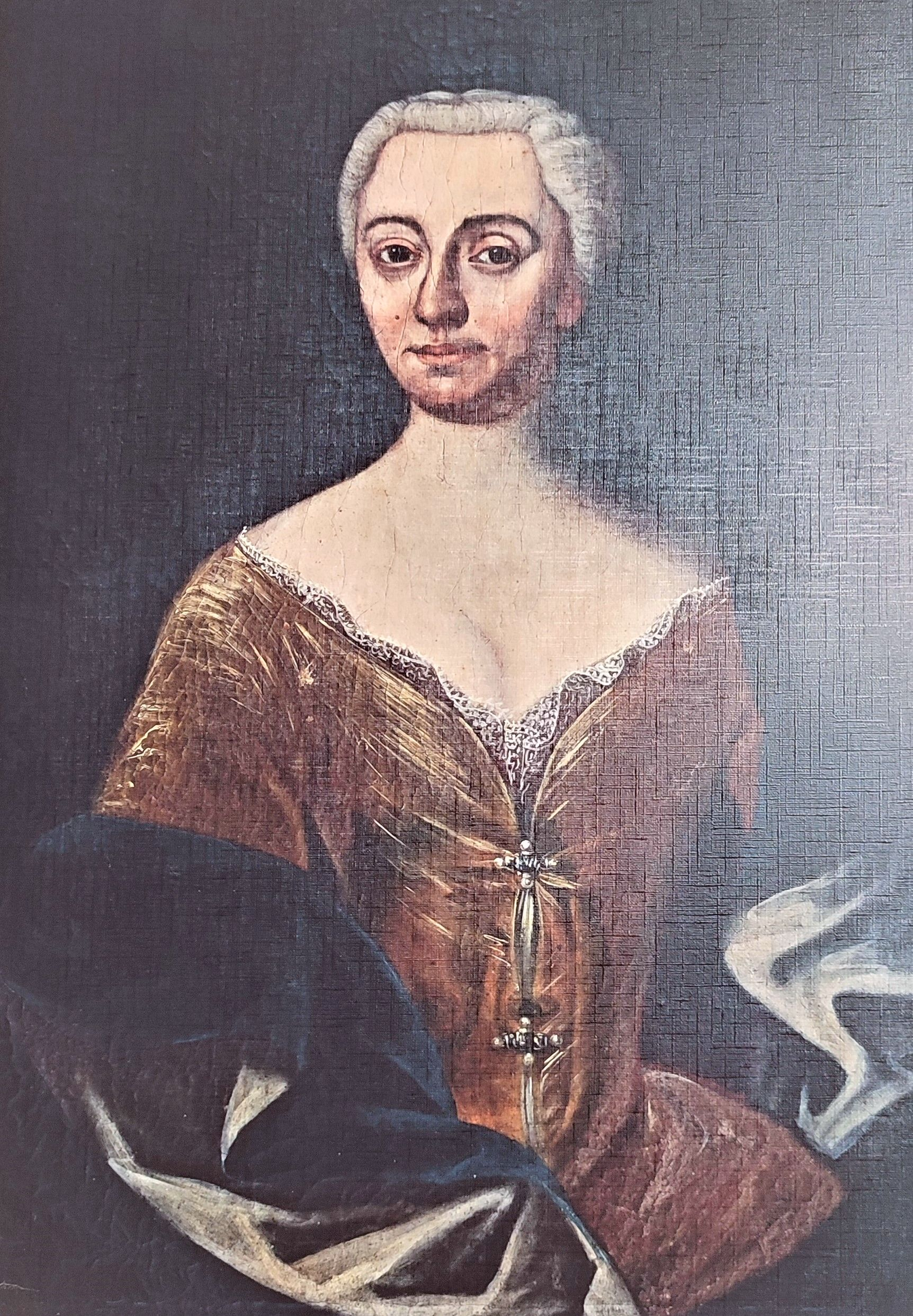
Alžběta Serényiová jako vdova (1742)
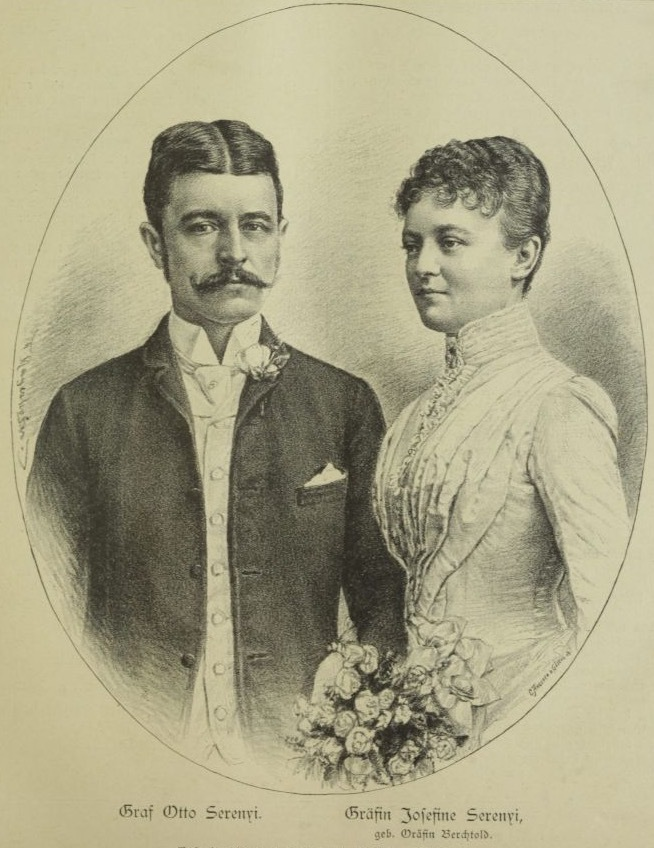
Otto Serényi a Josefina Berchtoldová z Uherčic (1887)
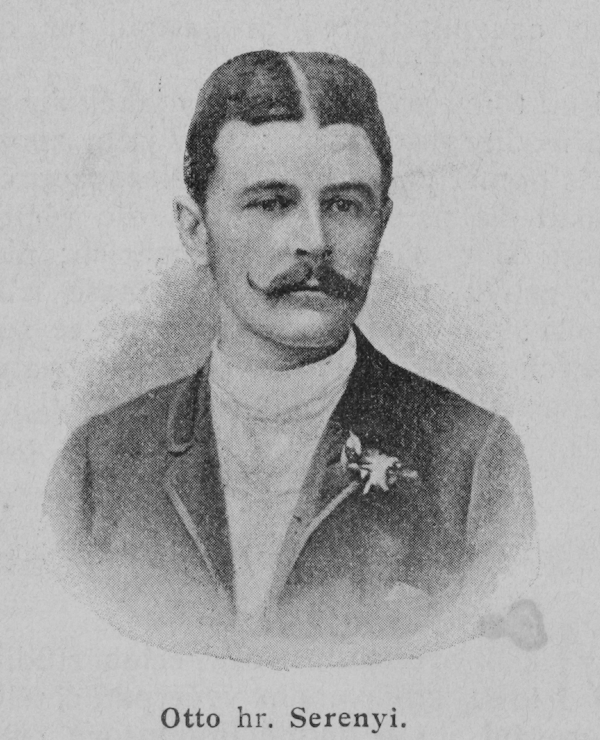
Otto Serényi (1897), moravský zemský hejtman
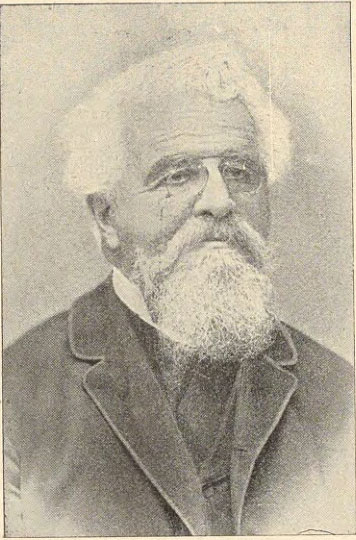
Alois Serényi (1899)
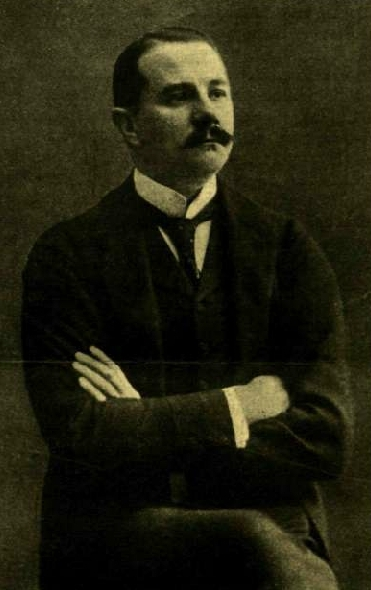
Béla Serényi, uherský ministr